# Rudolf Voderholzer
Rudolf Voderholzer (Munique, 9 de outubro de 1959) é um teólogo, professor, clérigo católico romano alemão e bispo de Ratisbona.

## Vida
Voderholzer cresceu em Munique-Sendling. Já no início da década de 1970, ele publicou com sua mãe, a professora e autora de crianças Maria Voderholzer, livros autobiográficos. Após terminar o ensino médio e completar o serviço militar na Bundeswehr, Voderholzer ingressou no seminário em Munique no outono de 1980. Durante doze semestres de filosofia e teologia, fez vários estágios, inclusive na Caritas de Traunstein e no trabalho com jovens no distrito de Freising. Após completar seus estudos, completou o ano pastoral na paróquia de St. Konrad em Haar.
Em 27 de junho de 1987, foi ordenado sacerdote para a Arquidiocese de Munique e Freising pelo Cardeal Friedrich Wetter na Catedral de Freising. De 1987 a 1991 foi vice-pároco e capelão em Traunreut, Haar e Zorneding. Prosseguiu seus estudos teológicos na Faculdade Teológica da Universidade de Munique, tendo sido, ao mesmo tempo, assistente de Gerhard Ludwig Müller na cátedra de Teologia Dogmática. Em 1997 obteve o Doutorado e em 2004 a habilitação em Teologia.
Desde 2003, era assistente sênior do Departamento de Fé e Ciência das Religiões e de Filosofia da Faculdade de Teologia da Universidade de Friburgo (Suíça), da qual é presidente desde 2004. Ao mesmo tempo, lecionou teologia dogmática naquela universidade. Também desde 2005, foi professor de Teologia Dogmática e História da Dogmática na Faculdade Teológica de Trier, e desde 2008 também era Diretor do Instituto "Papa Bento XVI" em Regensburg. Ao mesmo tempo, exerceu seu ministério pastoral na paróquia de São Nicolau em Kasel (diocese de Trier).
Em 6 de dezembro de 2012, o Papa Bento XVI o nomeou bispo de Ratisbona. Em 11 de janeiro de 2013, Voderholzer prestou juramento de lealdade conforme a Concordata com a Baviera e a Reichskonkordat, na presença do primeiro-ministro Horst Seehofer.
A ordenação episcopal lhe foi doada por Reinhard Cardeal Marx em 26 de janeiro de 2013, na Catedral de Ratisbona; os co-consagradores foram seu antecessor Gerhard Ludwig Müller, Prefeito da Congregação para a Doutrina da Fé, e František Radkovský, Bispo de Pilsen. Com 53 anos, era o bispo mais jovem da Baviera.

## Atividades
Dr. Voderholzer é considerado um especialista em Henri de Lubac. Através de sua tradução de "L'Ecriture dans la Tradition" para o alemão e outros ensaios, ele traduziu partes substanciais do trabalho de quatro volumes de Lubacs, "Exégèse médiévale".
Devido ao seu profundo conhecimento da teologia de Joseph Ratzinger, foi indicado pelo bispo Müller como o diretor do Instituto Papa Bento XVI e editor dos escritos teológicos coletados do Papa Bento XVI. Foi nomeado para a Fundação Vaticana Joseph Ratzinger - Bento XVI, fazendo parte do Comitê Científico entre 2015-2020 e 2020-2025.
Desde 30 de outubro de 2010, Dr. Voderholzer é membro de pleno direito da Academia Alemã de Ciências e Artes dos Sudetos, na Classe de Humanidades.
Em 1º de setembro de 2014 fundou o Fórum Acadêmico Albertus Magnus na sua diocese, que promove o diálogo entre ciência e teologia e entre a sociedade e a Igreja. A partir de 13 de setembro de 2016, ele fundou o Instituto da Igreja Oriental da Diocese de Regensburg, que visa contribuir para um melhor conhecimento mútuo das tradições orientais e ocidentais, bem como para a missão de restaurar a unidade da Igreja na diversidade. Em 6 de julho de 2017, Voderholzer criou o Institutum Liturgicum Ratisbonense como o quarto instituto científico da diocese, que pesquisa a história da liturgia com base em manuscritos medievais.
O Papa Francisco designou Dr. Voderholzer como membro da Congregação para a Doutrina da Fé em 28 de maio de 2014, com mandato de cinco anos; foi reconduzido pelo papa em 2019 e 2024. Na Conferência Episcopal Alemã, em 2016 foi eleito vice-presidente da Comissão de Fé e membro da Comissão de Ciência e Cultura.
Foi investido em 21 de maio de 2016 como membro da Ordem Equestre do Santo Sepulcro de Jerusalém, na Catedral de Münster, pelo Cardeal Reinhard Marx, Grão Prior da Tenência alemã. Ele pertence ao Comando de Regensburg da ordem. Em 2018, foi condecorado com a Ordem do Mérito da Baviera. Em 3 de fevereiro de 2019, foi nomeado Cavaleiro Honorário da Ordem Teutónica em Regensburg. Em 4 de outubro de 2021, foi aceito na Ordem Soberana de Malta como capelão conventual honorário. Em julho de 2024, Voderholzer tornou-se membro honorário na Associação Cartell de Associações de Estudantes Católicos Alemães em Regensburg.
Em julho de 2017, Voderholzer fez ler uma carta pastoral nas paróquias da diocese, onde pediu humildemente às 500 vítimas de violência física e às vítimas de violência sexual no Regensburger Domspatzen, “perdão em nome dos perpetradores, a maioria dos quais já falecidos” e “que este pedido de desculpas fosse aceito pelas pessoas afetadas”. No ano seguinte, ele novamente se dirigiu aos fiéis da Diocese, expressando seu pesar e nomeando medidas para melhorar a prevenção do abuso sexual, bem como apelando a uma cultura de atenção plena.
Considerado conservador, em 2023, foi um dos três bispos a votar sistematicamente contra todas as propostas do sínodo alemão que, entre outras questões, procuravam introduzir cerimônias de bênção para uniões homossexuais e acesso ao diaconato feminino. Nesse mesmo ano, ele bloqueou o financiamento do Comitê Sinodal Alemão, juntamente com o cardeal Rainer Woelki e os bispos Gregor Maria Hanke e Stefan Oster.

## Obras
- Die Einheit der Schrift und ihr geistiger Sinn. Der Beitrag Henri de Lubacs zur Erforschung von Geschichte und Systematik christlicher Bibelhermeneutik (= Horizonte Neue Folge 31), Johannes Freiburg 1998, ISBN 3-89411-344-8.

- Henri de Lubac, Typologie. Allegorie. Geistiger Sinn. Studien zur Geschichte der christlichen Schriftauslegung (= Theologia Romanica 23), aus dem Französischen übertragen und eingeleitet von Rudolf Voderholzer, Johannes Freiburg 1999, 4. Auflage 2023 [Übersetzung von Henri de Lubac, l'Ecriture dans la Tradition, 1966, sowie dreier Aufsätze aus Theologies d'occasion, 1984], ISBN 3-89411-357-X.
- Henri de Lubac begegnen, Sankt-Ulrich-Verlag Augsburg 1999, ISBN 3-929246-44-9
- Henri de Lubac, Die göttliche Offenbarung. Kommentar zum Vorwort und zum ersten Kapitel der Offenbarungskonstitution Dei Verbum des Zweiten Vatikanischen Konzils (franz. Original: La revelation divine, 1968), übersetzt und eingeleitet von Rudolf Voderholzer, Johannes Freiburg 2001, ISBN 3-89411-369-3
- Fundamentaltheologie, Ökumenische Theologie. 2001, ISBN 3-89710-186-6
- Hermeneutik: Von der Schrift bis Schleiermacher (Handbuch der Dogmengeschichte), Herder Freiburg 2003, ISBN 3-451-00701-0
- (com Ernst Kögler) Er führte mich hinaus ins Weite. Pater Victricius Berndt OFMCap (1915–2003). Lebensbild eines sudetendeutschen Priesters. Aufzeichnungen. Predigten. Erinnerungen. (= Für Kirche und Volksgruppe. Kleine Reihe des Sudetendeutschen Priesterwerkes, Band 11), Reimlingen 2006.
- Das Paradox als spezifisch theologische Denkform nach Henri de Lubac, in: Werner Schüßler (Hg.), Wie lässt sich über Gott sprechen? Von der negativen Theologie Plotins bis zum religiösen Sprachspiel Wittgensteins, Darmstadt 2007, 217–233.
- (com Christian Schaller e Michael Schulz): Mittler und Befreier: Die christologische Dimension der Theologie. Herder, Freiburg 2008, ISBN 3-451-29804-X (Festschrift für Gerhard Ludwig Müller).
- Offenbarung, Tradition und Schriftauslegung. Bausteine zu einer christlichen Bibelhermeneutik. Verlag Friedrich Pustet, Regensburg 2013, 208 S., ISBN 978-3-7917-2519-2
- „Und das Wort ist Fleisch geworden …“. Gedanken zur Advents- und Weihnachtszeit. Verlag Friedrich Pustet, Regensburg 2016, 112 S., ISBN 978-3-7917-2828-5
- Die Krippe hilft mit, dass Weihnachten Weihnachten bleibt. In: Vom Staunen und Bewundern. Papst Franziskus und Bischof Rudolf über den Wert, die Bedeutung und die Geschichte der Krippe. (= Kunstsammlungen des Bistums Regensburg, Diözesanmuseum Regensburg, Kataloge und Schriften, Band 48, hrsg. von Maria Baumann), Regensburg 2019, erweiterte Neuauflage 2020, S. 25–45, ISBN 978-3-96018-093-7
- Zur Erneuerung der Kirche. Geistliche Impulse zu aktuellen Herausforderungen. Verlag Friedrich Pustet, Regensburg 2020, 256 S., ISBN 978-3-7917-3138-4
- „Der ersetzte Sabbat“. Verkündigung in Coronazeiten. Verlag Schnell & Steiner, Regensburg 2020, 176 S., ISBN 978-3-7954-3580-6
- „Mutter der schönen Liebe“. Maria und ihre biblischen Vorausbilder in der Regensburger Kirche St. Kassian. (= MARIANUM Bd. 6), Verlag Schnell & Steiner, Regensburg 2021, 55 S., ISBN 978-3-7954-3695-7
- Christusrepräsentation und Priestertum der Frau. In: Jan-Heiner Tück und Magnus Striet (Hrsg.): Jesus Christus. Alpha und Omega, Festschrift für Helmut Hoping. Verlag Herder, Freiburg im Breisgau 2021, S. 592–611, ISBN 978-3-451-38856-9

## Links da Web
- Rudolf Voderholzer, Bischof von Regensburg (Website des Bistums Regensburg)
- Literatura de e sobre Rudolf Voderholzer (em alemão) no catálogo da Biblioteca Nacional da Alemanha
- Publikationsliste Rudolf Voderholzer
- „Zeitungsartikel mit der Ankündigung der Nominierung“
- Kaseler Pastor wird Bischof von Regensburg (Trierischer Volksfreund vom 6. Dezember 2012)
- Voderholzer erklärt in Kasel, wie er sich als frisch ernannter Bischof fühlt (Video)